# Noblesa francesa
La noblesa francesa (en francès: la noblesse) va ser l'ordre privilegiada de França durant l'edat mitjana i els primers períodes de l'edat moderna de França. En el sistema polític dels Estats Generals de França, la noblesa formava un "segon estat". Aquesta divisió en tres branques d'estat no s'ha d'interpretar en el sentit d'una divisió de la societat francesa moderna primereca en tres rígides ordres (clergat, nobles, burgesos i camperols) sense possibilitat d'encreuament.
Encara que les xifres difereixen en el nombre real dels nobles a França, sempre ha estat vista com una noblesa que constitueix la proporció més petita de les classes nobles d'Europa. L'any 1789, l'historiador francès François Blücher, dona una xifra de 140.000 nobles (9.000 famílies de la noblesa) i afirma que al voltant el 5% dels nobles es deia descendent de la noblesa feudal abans del segle 15. Amb una població total de 28 milions de persones, això representaria només el 0,5%. L'historiador Gordon Wringht dona una xifra de 300.000 nobles (dels quals 80.000 eren de la tradicional noblesa d'espasa); l'estimació de Jean de Bigam, coincideix amb aquesta, una mica més de l'1%.

## Formes de la noblesa francesa
Malgrat les percepcions comunes, la noblesa a França no era una classe completament tancada. Els títols de noblesa eren generalment hereditaris, però molts van ser atorgats per la monarquia francesa pel servei fidel i moltes oportunitats, tant legals com il·legals, estaven disponibles per als individus rics per guanyar finalment els títols de noblesa per a si o per als seus descendents.
Els fills d'un noble francès, a diferència de la visió Britànica, no es varen considerar plebeus, però sense títol de nobles.
L'herència només es reconeix en la línia masculina, amb algunes excepcions, com passa amb les províncies anteriorment independents de Xampanya, Lorena i de Bretanya.
El Rei podia concedir títols de noblesa als particulars per les cartes patents i convertir les seves terres en feus nobles o, sense posseir feus nobles, concedir la possessió dels títols nobiliaris. El Rei també podia originar privileigis nobles especials, com ara la noblesa de certs ducats. En general, aquesta lletres eren necessàries per ser oficialment registrats al parlament. En cas que el parlament no volgués, als nobles se'ls denominava brevet (com duc à brevet o duc de certicat).

## Les classes de la noblesa francesa
La noblesa francesa es divideix generalment en les següents classes:
- Noblesa d'espasa o noblesa de la raça o antiga noblesa : la noblesa tradicional o antiga.
- Noblesa de Cancelleria: persona ennoblida per la celebració de certs alts càrrecs per al rei.
- Noblesa de patent : persona ennoblit per la carta patent.
- Noblesa de toga: persona o família ennoblida per la celebració de certs càrrecs oficials, com mestres de les sol·licituds, tresorers, o presidents de parlament o tribunals.
- Noblesa de cloche (noblesa de la "campana"): persona o una família noble fet per ser un alcalde o un regidor (Echevin) o el degà dels gremis (el líder municipal) en algunes ciutats (per exemple, Abbeville i Angers, Angoulême, Bourges, Lió, Tolosa, París, Perpinyà i Poitiers).
- Noblesa militar: persona o família ennoblit per la celebració de les oficines militars, en general després de dues o tres generacions.

## Títols, noblesa i ordres
Hi havia dues classes de títols usats pels nobles francesos: alguns personals i altres estaven vinculats als feus de propietat.
Durant l'Antic Règim no hi havia diferència de rang entre els títols (excepte per al títol de Duc, format gràcies a anteriors governants sobirans i, per tant, tenint prioritat sobre altres nobles). La jerarquia dins de la noblesa francesa es basava únicament en l'antiguitat: un comte d'una família que havia estat noble des del segle xiv la feia de més alt rang que un marquès amb un títol des del segle xv.
- Títols:
  - Duc: posseïdor d'un ducat i reconegut com a duc pel rei.
  - Marquès: posseïdor d'un marquesat o simplement assumit per les famílies ambicioses.
  - Comte: posseïdor d'un comtat o simplement assumit per les famílies ambicioses.
  - Vescomte: posseïdor d'un vescomtat.
  - Baró: posseïdor d'una baronia.
  - Príncep: posseïdor d'un principat, un títol que només va ser semi-oficial i mai va donar el seu posseïdor prioritat en la cort. No s'ha de confondre amb el rang de príncep.
  - Senyor: posseïdor d'un senyoriu, pot ser un títol de no nobles. En general es refereix a Monsieur és a dir, senyor, seguit pel nom del feu, com en el senyor de Crenna.

- Ocupa el lloc:
  - Fils de France: fill d'un rei.
  - Petit-fils de France: el net d'un rei.
  - Prince du Sang ('príncep de sang'): qualsevol home en la línia descendent legítima d'un rei de França.
  - Prince étranger ('príncep estranger'): els membres d'estrangers reals o famílies principesques naturalitzats a la cort francesa, com la Clèves, Rohan, La Tour d'Auvergne, i Lorena.
  - Chevalier : rang assumit només per les famílies més nobles i els posseïdors de certes altes dignitats en la cort. Els membres dels ordes de cavalleria tenien un títol de cavaller, però no un rang de cavaller, que pot ser confús.
  - Ecuyer : rang de la gran majoria dels nobles. També anomenat valet o homme noble en certes regions.

El terme gentilhome ('cavaller') s'utilitza per a qualsevol noble, des del rei fins a l'últim títol Ecuyer.
En principi, l'expressió senyor s'aplica a tota persona que tingui un feu, però el terme s'utilitza sovint per implicar un gran senyor, o un noble d'alt rang o estatus.